# 格拉旺雄圣母镇
格拉旺雄圣母镇（法語：Notre-Dame-de-Gravenchon，法語發音：[nɔtʁə dam də ɡʁavɑ̃ʃɔ̃]）是法国滨海塞纳省的一个旧市镇，属于勒阿弗尔区。2016年1月1日，格拉旺雄圣母镇与临近的3个市镇合并为新市镇塞纳河畔热罗姆港，格拉旺雄圣母镇韦新市镇行政中心。

## 地理
格拉旺雄圣母镇（49°29'21"N, 0°34'16"E）面积18.74 平方千米，位于法国诺曼底大区滨海塞纳省，该省份为法国北部沿海省份，其西部及北部濒大西洋英吉利海峡，东起顺时针与索姆省、瓦兹省、厄尔省和卡爾瓦多斯省接壤。
与格拉旺雄圣母镇接壤的市镇（或旧市镇、城区）包括：珀蒂维尔。
格拉旺雄圣母镇的时区为UTC+01:00、UTC+02:00（夏令时）。

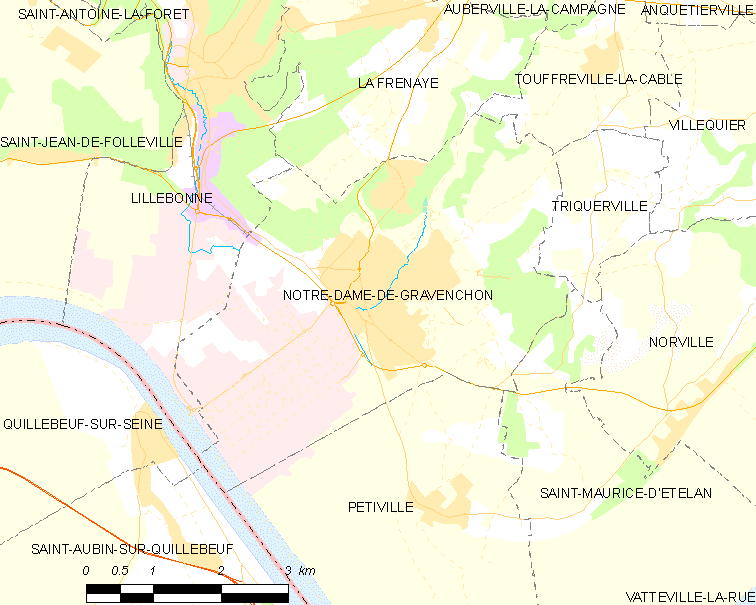
格拉旺雄圣母镇的OSM定位图

## 行政
格拉旺雄圣母镇的邮政编码为76330、76170，INSEE市镇编码为76476。

## 政治
格拉旺雄圣母镇所属的省级选区为塞纳河畔热罗姆港县。

## 人口

1962-2008年间格拉旺雄圣母镇人口变化图示

格拉旺雄圣母镇于2018年1月1日时的人口数量为8744人。